# Влукі (Куявсько-Поморське воєводство)
Влукі (пол. Włóki) — село в Польщі, у гміні Добрч Бидґозького повіту Куявсько-Поморського воєводства.
Населення — 280 осіб (2011).

## Демографія
Демографічна структура станом на 31 березня 2011 року:
|          | Загалом | Допрацездатний вік | Працездатний вік | Постпрацездатний вік |
| -------- | ------- | ------------------ | ---------------- | -------------------- |
| Чоловіки | 149     | 42                 | 96               | 11                   |
| Жінки    | 131     | 23                 | 83               | 25                   |
| Разом    | 280     | 65                 | 179              | 36                   |